# Filialkirche Gösselsdorf

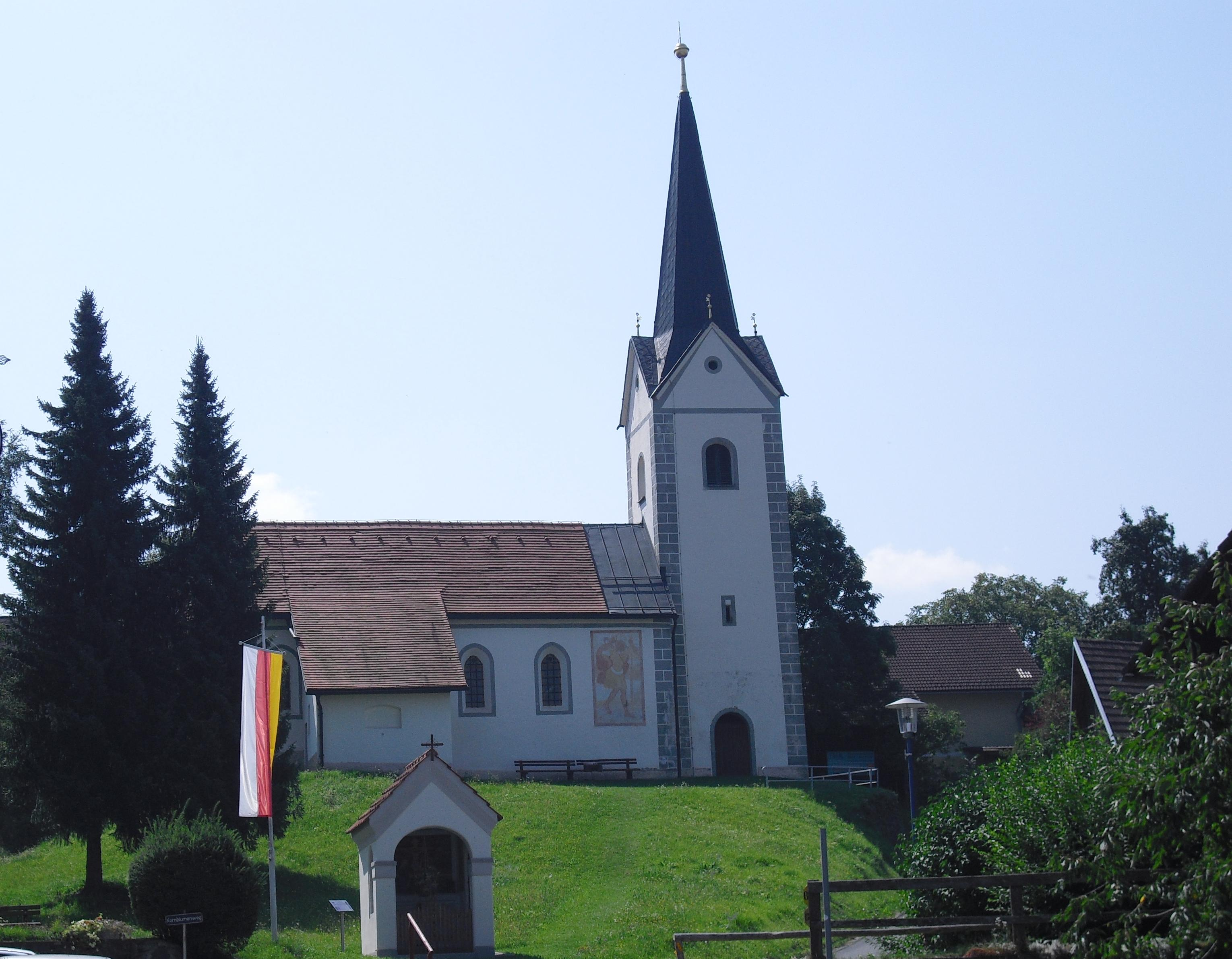

Die römisch-katholische Filialkirche Gösseldorf in der Gemeinde Eberndorf ist den Heiligen Antonius und Lambert geweiht. Die erstmals 1154 urkundlich genannte Kirche gehört zur Pfarre Eberndorf.

## Baubeschreibung
Das Gotteshaus mit romanischen Langhausmauern ist im Übrigen ein spätgotischer Bau mit einem vorgestellten barocken Westturm und einem barocken Sakristeianbau an der Nordseite des Chores. Das Wandbild des heiligen Christophorus an der Nordwand entstand im 17. Jahrhundert.
Im Inneren verbindet ein spitzbogiger Triumphbogen das dreijochige Langhaus mit dem einjochigen, netzrippengewölbten Chor aus dem frühen 15. Jahrhundert mit Fünfachtelschluss.
Das Ex-voto-Fresko eines Schmerzensmannes im Chor ist mit „1673“ bezeichnet, das Fresko der Schmerzensreichen Muttergottes mit „Blasius Risner F. F.“.

## Einrichtung
Der Hochaltar besteht aus einem Säulenretabel mit schräggestellten Flanken und ist durch Chronogramm mit 1720 bezeichnet. In der Mittelnische stehen die Statuen der beiden Kirchenheiligen, in den Interkolumnien die Heiligen Georg und Florian. Im Aufsatz ist ein Relief mit der Darstellung Gottvaters angebracht.
Der linke Seitenaltar aus der zweiten Hälfte des 18. Jahrhunderts trägt in der Nische eine Skulptur des heiligen Urban aus der Mitte des 17. Jahrhunderts und im Aufsatz eine Heilig-Geist-Taube.
Der rechte Seitenaltar birgt in der mit Draperien und einem Baldachin verzierten Mittelnische eine Muttergottesfigur aus der Mitte des 17. Jahrhunderts.